# Adolph Werner
Adolph Friedrich Wilhelm Werner (* 3. Oktober 1836 in Zeulenroda; † 2. Februar 1910 in Greiz) war ein deutscher Verwaltungsbeamter und Politiker.

## Leben
Werner war der Sohn des Steuerrendanten Karl Heinrich Werner und dessen Ehefrau Friederike Wilhelmine Foerster aus Zeulenroda. Werner, der evangelisch-lutherischer Konfession war, heiratete am 24. Mai 1866 in Greiz L(o)uise Schilbach (* 4. September 1840 in Greiz; † 1. Mai 1919 in Jena), die Tochter des Kaufmanns und Ratsinspektors Heinrich Eduard Schilbach. Die Brüder der Ehefrau, Heinrich Schilbach und Eduard Schilbach sowie der Ehemann der Schwester der Ehefrau Lucian Hempel waren ebenfalls Abgeordnete.
Werner besuchte 1850 bis 1855 das Rutheneum und studierte dann bis 1858 Staats- und Rechtswissenschaften in Leipzig. Am 28. September 1858 wurde er Akzessist am Kriminalgericht Greitz, 1861 Hilfsaktuar dort und ab 1862 auch am Justizamt Greiz. Ab Anfang Juni 1864 war er mit der Verwaltung der Generalkasse beauftragt. 1865 erhielt er zusätzlich die Funktion der Leitung des Sekretariats der Fürstlichen Kammer. 1866 wurde er Kammersekretär bei der fürstlichen Kanzlei, 1868 Justizamtssekretär beim Justizamt Zeulenroda und 1876 dort Amtskommissar. 1877 wurde er mit der Auslegung der Grund- und Hypothekenbücher beauftragt und 1879 einige Monate Vertreter des Staatsanwalts. Zum 1. Oktober 1879 wurde er Landrichter am Landgericht Greiz und ging am 1. November 1895 in den Ruhestand. Zuletzt trug er den Titel eines Oberjustizrates.
Er war von 11. November 1878 bis zum 11. November 1884 Abgeordneter im Greizer Landtag. Er wurde im Wahlkreis AW 4 gewählt.